# 1916 en photographie
| Années de la photographie : 1913 - 1914 - 1915 - 1916 - 1917 - 1918 - 1919    |
| Décennies de la photographie : 1880 - 1890 - 1900 - 1910 - 1920 - 1930 - 1940 |

Cet article présente les faits marquants de l'année 1916 en photographie.

## Événements
- Le photographe américano-britannique Alvin Langdon Coburn propose d'organiser une exposition intitulée "Abstract Photography" dont le formulaire d'inscription stipulerait : « no work will be admitted in which the interest of the subject matter is greater than the appreciation of the extraordinary » (aucune œuvre ne sera admise dans laquelle l'intérêt du sujet est plus grand que l'appréciation de l'extraordinaire)[1] ; l'exposition proposée n'a pas lieu, mais Coburn continue de créer des photographies nettement abstraites[2].
- Création des Archives photographiques de Barcelone chargées de collecter, conserver et mettre en valeur les fonds photographiques produits par les services de la ville de Barcelone, ainsi que les fonds et collections photographiques concernant l'histoire de la ville.

## Photographies notables
- Paul Strand réalise trois photographies qui montrent l'influence du cubisme et de l'abstraction sur son travail : Abstraction jeu d’ombre (en), The White Fence (en) et Bowls (en).

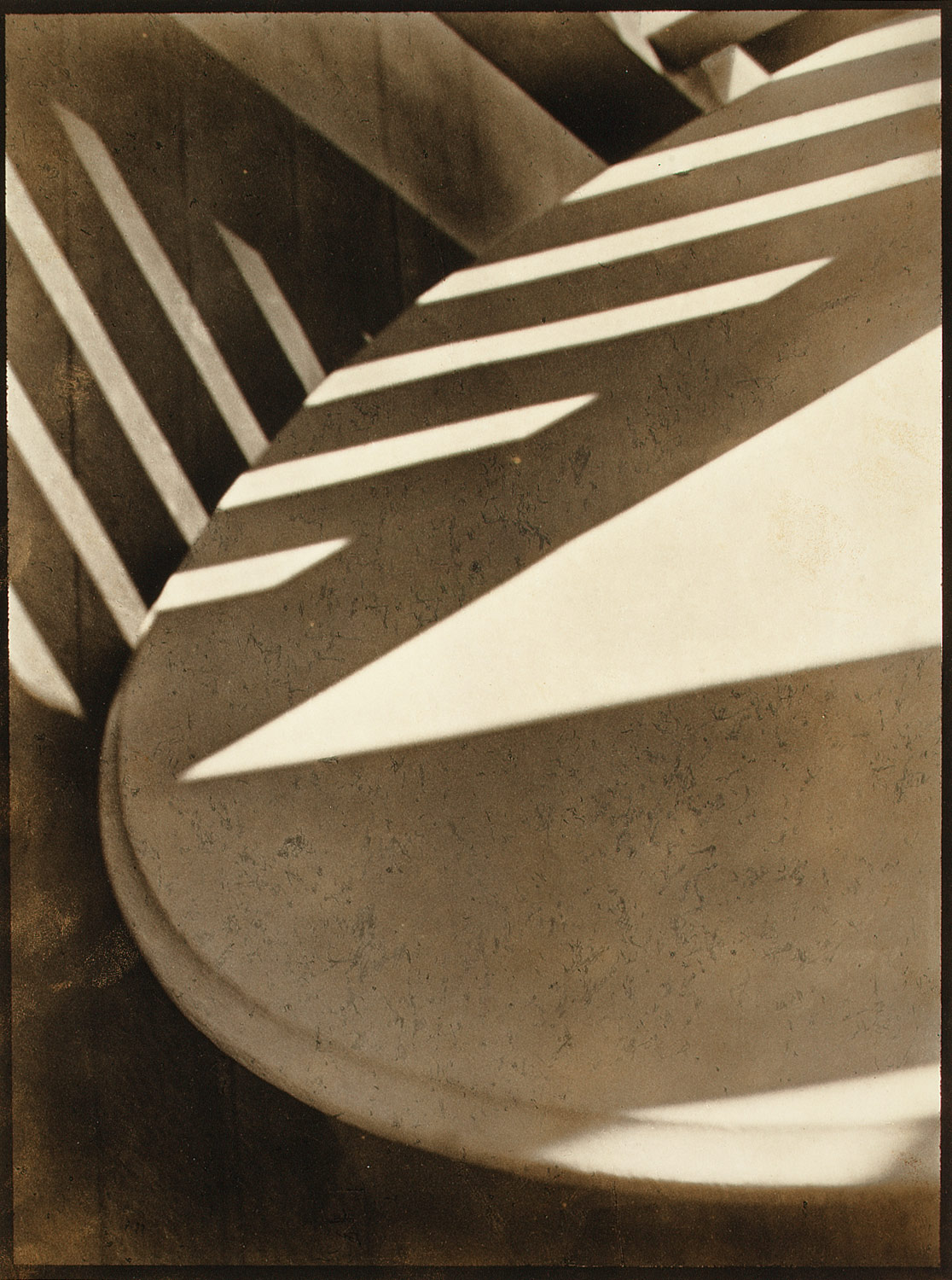
Abstraction jeu d’ombre.
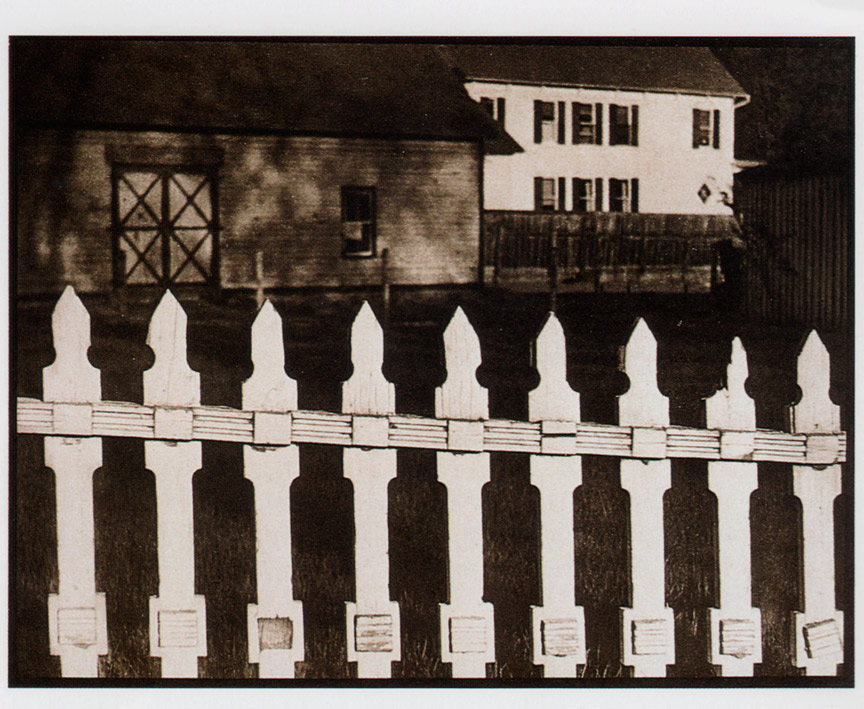
The White Fence.
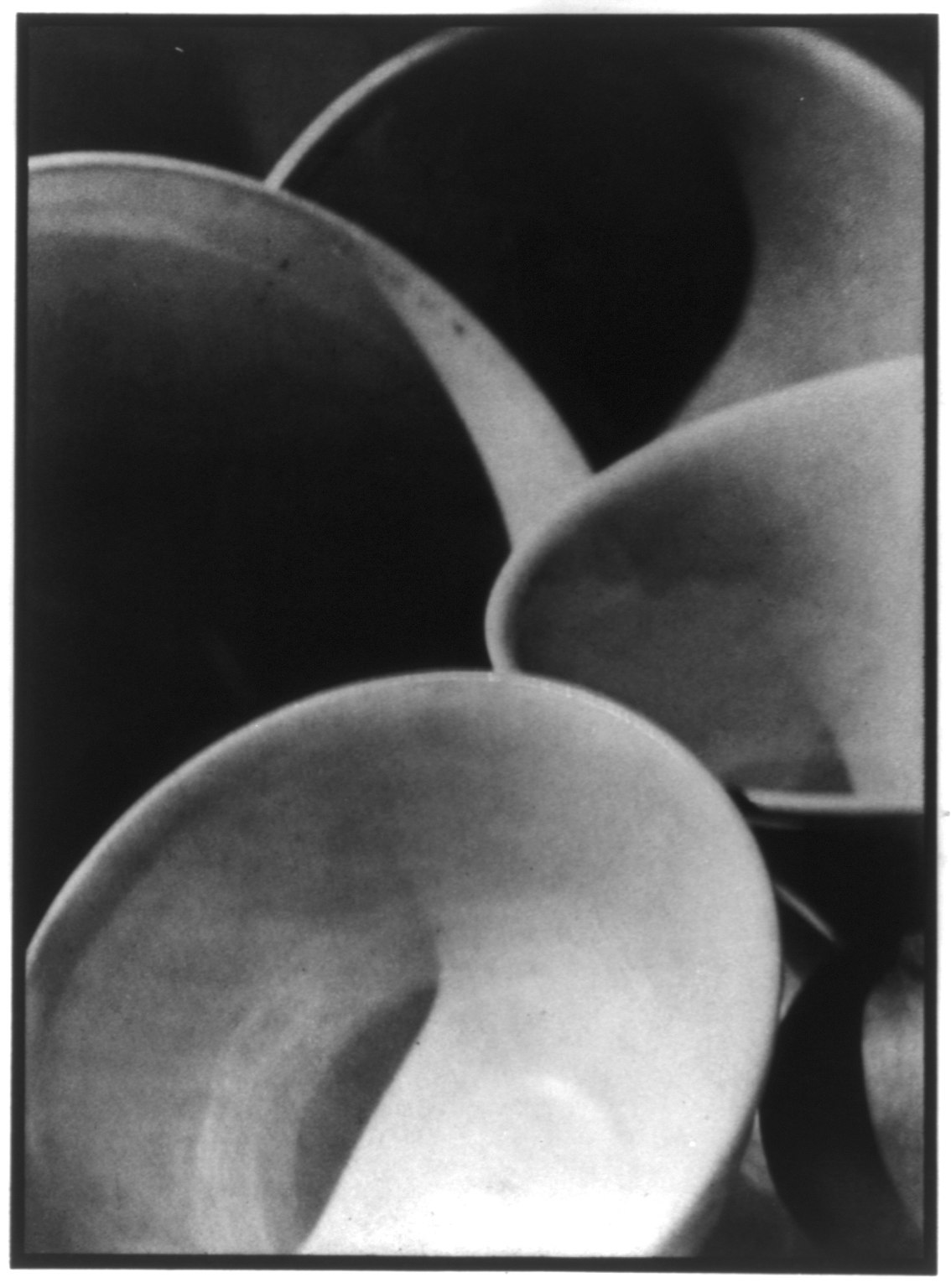
Bowls.

## Livres de photographies
- (en) Arnold Genthe, The book of the dance, New York, Mitchell Kennerley, 1916, 227 p. de photographies, considéré comme le premier livre de photographie consacré à la danse[3].

## Études, essais, articles
- (fr) Gaston-Henri Niewenglowski, Traité élémentaire de photographie pratique, Paris, Garnier frères,VI-420 p.

## Expositions
- mars : Paul Strand expose pour la première fois à la Galerie 291 d'Alfred Stieglitz et Edward Steichen à New York ; plusieurs de ses photographies sont publiées au cours de l’année dans Camera Work.
- 25 novembre : inauguration de l'Exposition d’œuvres d’art mutilées ou provenant des régions dévastées par l’ennemi à Paris au Petit Palais qui présente des vestiges et des débris de bombardements allemands, avec de nombreuses photographies[4].

## Naissances
- 23 janvier : David Douglas Duncan, photographe américain, mort le 7 juin 2018.
- 5 avril : Marianne Greenwood, photographe et écrivaine suédoise, morte le 3 février 2006.
- 26 avril : Werner Bischof, photographe et photojournaliste suisse, un des premiers photographes de l'agence Magnum, mort le 16 mai 1954.
- 27 avril : Peter Keetman, photographe allemand, mort le 8 mars 2005.
- 1er mai : Shunkichi Kikuchi, photographe japonais, mort le 5 novembre 1990.
- 28 mai : John Florea, photographe et réalisateur américain d'origine roumaine, mort le 25 août 2000.
- 28 août : Louis Faurer, photographe américain, photographe de rue et de mode, mort le 2 mars 2001.
- 30 août : Yūji Hayata, photographe japonais, mort le 3 mars 1995.
- 9 octobre : Marcel Lefrancq, photographe et collagiste surréaliste belge, mort le 15 novembre 1974.
- 27 octobre : Yoshi Takata, photographe de mode et portraitiste japonais, morte le 12 février 2009.
- 29 octobre : Slim Aarons, photographe américain, mort le 29 mai 2006.
- 1er novembre : Samari Gourari, photographe russe et soviétique, mort le 7 décembre 1998.
- 17 novembre : George Silk, photographe de guerre et de sport américain, mort le 23 octobre 2004.
- 7 décembre : John G. Morris, photojournaliste américain et éditeur de photographies, mort le 28 juillet 2017.
- 15 décembre : Senzō Yoshioka, photographe japonais, mort le 2 mai 2005.
- Date précise inconnue ou non renseignée :
  - David E. Scherman, photographe et journaliste américain, mort le 5 mai 1997.

## Décès
- 21 janvier : Eugène Druet, photographe et galeriste français, né le 26 juin 1867.
- 20 février : Philipp Wilhelm von Schoeller, homme d'affaires et photographe germano-autrichien, né le 18 avril 1845.
- 26 mars : Jakub Husník, peintre et professeur d'art austro-hongrois, inventeur d'une méthode améliorée de photolithographie, né le 29 mars 1837.
- 23 juin : Carleton Watkins, photographe américain de paysages, né le 11 novembre 1829.
- 24 juillet : Adam Clark Vroman photographe américain, connu pour son travail sur les Nord-Amérindiens, né le 15 avril 1856.
- 19 août : Antoine Léchères, militaire et photographe français, né le 17 juin 1860.
- 17 septembre : Hermann Krone, photographe allemand, professeur de photographie à l'université technique de Dresde, fondateur à Dresde d'un musée de la photographie, né le 14 septembre 1827.
- 10 novembre : Dimitri Ermakov, photographe russe, né en 1845.
- 31 décembre : Vittorio Calcina, photographe et réalisateur italien, né le 31 décembre 1847.

- Date précise non renseignée ou inconnue :
  - William Usherwood, peintre et photographe britannique, né en 1820.

## Célébrations
Centenaire de naissance
- Jean Andrieu
- Mary Dillwyn
- Franck
- Alfred A. Hart (en)
- Luis García Hevia
- Levi Hill
- Andreas Fedor Jagor
- Jean Laurent
- Richard Leach Maddox
- Carlo Naya
- Pierre Émile Pécarrère,
- Charles Reutlinger
- Jules Richard
- Charles Soulier
- Lipót Strelisky